# The Good House
The Good House è un film del 2022 diretto da Maya Forbes e Wally Wolodarsky. È basato sull'omonimo romanzo di Ann Leary.
È l'ultimo film di Amblin Partners ad essere prodotto sotto l'etichetta Participant per i contenuti di giustizia sociale (Participant ha messo fine alla sua partecipazione azionaria in Amblin Partners il 30 novembre 2020).

## Trama
Hildy Good, una volta l'agente immobiliare più prospero di Wendover, dopo il divorzio attraversa un periodo difficile e, sotto l'insistenza della sua famiglia, è andata in riabilitazione per alcolismo. La sua ex assistente, Wendy, le ha rubato i clienti mentre era in riabilitazione. Hildy tenta di aiutare una famiglia locale che ha un bambino con autismo a vendere la loro casa, in modo che possano trasferirsi e iscriverlo in una scuola speciale e convince il suo ex fidanzato, Frank, a ristrutturare casa. La sua relazione con Frank si riaccende, ma la vendita della casa fallisce; inoltre, scopre che i suoi ex clienti sono stati rubati ancora una volta da Wendy.
Hildy fa amicizia con Rebecca. Scopre che Rebecca e lo psicologo locale, Peter, hanno una relazione, ma promette che non rivelerà il loro segreto. Hildy continua a bere in solitudine invece che alla luce del sole. Peter le chiede di vendere la casa, ma le chiede anche di non parlarne. Hildy presume che questo significhi che chiederà il divorzio. Hildy decide di non bere più ed evita l'alcol per un bel po', poi scopre che Peter sta vendendo la sua casa e che sta usando Wendy al posto suo. Lei lo affronta e dice che gli distruggerà la carriera se darà la vendita a Wendy, così lei lo minaccia facendo leva sulle informazioni che possiede su di lui e Rebecca. Hildy è in grado di vendere la sua casa, quindi usa quella vendita per accaparrarsi la grande tenuta che i fratelli Santorelli hanno costruito a Wendover. Festeggia con loro, bevendo il suo primo sorso di alcol dopo un po', e poi non riesce a smettere. Lei guida ubriaca a casa di Frank, dicendogli che devono festeggiare. Frank prende le chiavi e si offre di accompagnarla a casa, ma lei si arrabbia e si rifiuta, dicendo che preferirebbe camminare.
Il giorno dopo, viene svegliata da Frank, e lui le mostra l'auto nel suo vialetto con un frontale danneggiato. Era tornata a casa sua dopo aver preso le chiavi di riserva e aveva guidato verso casa. Il figlio con autismo dei suoi amici è scomparso e si teme il peggio. Frank nasconde la sua auto, poi parte per aiutarla con la ricerca del bambino. Hildy va in cucina a prendere da bere e ha una conversazione con Peter. La polizia trova un cadavere nell'acqua: il corpo è di Peter. Ciò significa che la conversazione di Hildy con Peter era un'allucinazione, e lei crolla, implorando aiuto. Jake, il ragazzo con autismo, viene trovato sano e salvo da Rebecca e viene condotto a casa. Hildy va in riabilitazione e riconosce di avere un problema con l'alcol.

## Accoglienza
Sul sito web aggregatore di recensioni Rotten Tomatoes, The Good House riporta un indice di approvazione del 73% basato su 78 recensioni con una media di 6,1/10. Su Metacritic, il film riporta un punteggio di 62 su 100 basato su 16 recensioni, indicando "recensioni generalmente positive".